# Набарі (Міє)

Наба́рі (яп. 名張市, なばりし, МФА: [nabaɾʲi ɕi̥]?) — місто в Японії, в префектурі Міє. Розташоване в західній частині префектури, на півдні западини Уено.   Виникло на основі постоялого містечка на шляху між провінціями Ямато та Ісе. Отримало статус міста 1954 року. Площа становить 129,76 км². Станом на 1 серпня 2011 року населення складало 80 223  осіб, густота населення — 618 осіб/км².  Основою економіки є сільське господарство, вирощування винограду, автомобілебудування, комерція.  В місті розташовані стародавні кургани, каньйон Котідані, водоспад Акаме. 

## Народилися
Едогава Рампо — японський письменник